# Bombardier CRJ900
O Bombardier CRJ900 é um jato comercial baseado no bem sucedido Bombardier CRJ100. Tem capacidade de carregar 86 passageiros em uma única classe. O CRJ900 compete com o Embraer 175, e de acordo com a Bombardier, tem um custo mais baixo por assento/milha. Em contrapartida, o E-jet da Embraer possui mais capacidade de carga, maior alcance e mais espaço na cabine.